# 国防人民委員部
国防人民委員部（こくぼうじんみんいいんぶ、ロシア語: Народный комиссариат обороны; НКО）は、ソビエト連邦に1934年から1946年まで存在した、軍政を司る人民委員部。
1937年には海軍部門が海軍人民委員部として分離され、当時の列国の陸軍省に相当する。
第二次世界大戦（独ソ戦）中は、ソビエト連邦共産党書記長兼人民委員会議議長であった最高指導者のヨシフ・スターリンが国防人民委員（大臣）を兼任し、赤軍を直接指揮した。
戦後の1946年に海軍人民委員部と再統合され、軍事人民委員部となった。

## 機構
機構と任官者は、独ソ戦が勃発した1941年6月当時のもの。
- 国防人民委員：セミョーン・チモシェンコソ連邦元帥
  - 自動車装甲戦車兵総局
  - 人事局
  - 会計局
  - 総務局
  - 発明局
- 第一副委員：セミョーン・ブジョーンヌイソ連邦元帥
  - 軍事経理総局
  - 衛生局
  - 獣医局
  - 軍馬工場局
  - 物的財貨課
- 副委員：ボリス・シャポシニコフソ連邦元帥
  - 工兵総局
  - 防衛建設局
- 副委員：グリゴリー・クリークソ連邦元帥
  - 砲兵総局
  - 軍事化学防護局
- 副委員兼政治宣伝総局長：アレクサンドル・ザポロージェツ一等陸軍委員（中将）
  - 政治宣伝総局
  - 軍事出版局
- 戦闘訓練担当副委員：キリル・メレツコフ上級大将
  - 戦闘訓練局
  - 軍事教育施設局
- 副委員兼参謀総長：ゲオルギー・ジューコフ上級大将
  - 防空総局
  - 燃料補給局
  - 通信局
- 空軍担当副委員：空席
  - 空軍総局

## 歴代国防人民委員
- クリメント・ヴォロシーロフ：1934年6月20日 - 1940年5月7日
- セミョーン・チモシェンコ：1940年5月7日 - 1941年7月19日
- ヨシフ・スターリン：1941年7月19日 - 1946年2月25日（以降は軍事人民委員に移行）

## 関連事項
- ソ連軍参謀本部
- ソビエト連邦の国防相
- ソ連国防人民委員令第227号